# Atherigona ochracea
Atherigona ochracea är en tvåvingeart som beskrevs av Deeming 1981. Atherigona ochracea ingår i släktet Atherigona och familjen husflugor. Inga underarter finns listade i Catalogue of Life.